# D438H (Haute-Saône)
De D438H is een departementale weg in het Oost-Franse departement Haute-Saône. De weg loopt van Héricourt via Bussurel naar de grens met Doubs. In Doubs loopt de weg als D438 verder naar Montbéliard.

## Geschiedenis
Oorspronkelijk was de D438H onderdeel van de N438. In 1973 werd de weg overgedragen aan het departement Haute-Saône, omdat de weg geen belang meer had voor het doorgaande verkeer. De weg is toen omgenummerd tot D438.
Later is een groot deel van de D438 omgebouwd tot expresweg. Daarbij is het eindpunt verlegd van de grens met Doubs naar de grens met Territoire de Belfort. De oude N438 tussen Héricourt en de grens met Doubs heeft sindsdien het nummer D438H.